# 🦠
🦠  is een teken uit de Unicode-karakterset dat een microbe voorstelt. Deze emoji is in 2018 geïntroduceerd met de Unicode 11.0-standaard.

## Betekenis
Deze emoji wordt gebruikt om een microbe mee af te beelden zoals men deze in een petrischaaltje onder een microscoop zou zien. In 2020 werd deze emoji nauw geassocieerd met COVID-19. Vanuit de wetenschappelijke wereld is er wat kritiek op het gegeven dat in deze emoji verschillende begrippen bij elkaar zijn gegooid die niet overeenkomen. De sleutelwoorden voor dit karakter zijn amoeba, bacterie, en virus, hetgeen zeer verschillende begrippen zijn.

## Codering

De Twemoji implementatie

### Unicode
In Unicode vindt men de 🦠 onder de code U+1F9A0  (hex).

### HTML
In HTML kan men in hex de volgende code gebruiken: &#x1F9A0;

### Shortcode
In software die shortcode ondersteunt zoals Slack of GitHub kan het karakter worden opgeroepen met de code :microbe:.

### Unicode-annotatie
De Unicode-annotatie voor toepassingen in het Nederlands (bijvoorbeeld een Nederlandstalig smartphonetoetsenbord) is microbe. De emoji is ook te vinden met de sleutelwoorden amoeba, bacterie, en virus.